# Józef Bętkowski
Józef Bętkowski (ur. 1723 w Wieliczce, zm. 1786) – prepozyt kapituły sądeckiej od 13 lipca 1757 roku, kanonik poznańskiej kapituły katedralnej, oficjał foralny w latach 1777-1780, proboszcz w Bieczu w 1773 roku

## Życiorys
Studiował na Akademii Krakowskiej, gdzie 22 października 1740 roku uzyskał tytuł bakałarza filozofii a 21 czerwca 1741 roku tytuł doktora filozofii.